# Il Crostoletto
Il Crostoletto este o arie protejată (arie specială de conservare — SAC, sit de importanță comunitară — SCI) din Italia întinsă pe o suprafață de 41 ha, integral pe uscat.

## Localizare
Centrul sitului Il Crostoletto este situat la coordonatele 42°33′11″N 11°38′37″E / 42.553056°N 11.643611°E.

## Înființare
Situl Il Crostoletto a fost declarat sit de importanță comunitară în iunie 1995 pentru a proteja 1 specie de plante. Situl a fost protejat și ca arie specială de conservare în decembrie 2016.

## Biodiversitate
Situată în ecoregiunea mediteraneană, aria protejată conține 3 habitate naturale: Pajiști uscate seminaturale și facies de acoperire cu tufișuri pe substraturi calcaroase (Festuco-Brometalia) (* situri importante pentru orhidee), Pseudostepă cu ierburi și specii anuale de Thero-Brachypodietea, Pajiști carstice calcaroase sau bazofile, de Alysso-Sedion albi.
La baza desemnării sitului se află o specie protejată de  plante: Himantoglossum adriaticum.
Pe lângă speciile protejate, pe teritoriul sitului au mai fost identificate 4 specii de plante.